# Эта страна
Эта страна — словосочетание в русском языке, которое, будучи употреблённым в России и по отношению к России, является символическим во внутриполитической борьбе. Такое использование словосочетания вызывает обвинения в отсутствии патриотизма в связи с отчуждённостью, характерной для местоимения «эта» (что оспаривается сторонниками такого словоупотребления, которые считают своих критиков реакционерами).
Традиционно в русском языке по отношению к своей стране и её жителям использовались притяжательные местоимения: «наша страна», «мой народ» (ср. у Нестора в Повести временных лет: «Земля наша велика и обильна, а порядка в ней нет»). Хотя в русском языке указательное местоимение «этот» технически указывает на близкий предмет, практическое словоупотребление зачастую использует «этот» как синоним местоимения «тот», обозначающего удалённый объект (ср. у М. Горького «Эту девку зовут Марья, а ту — Дарья»). Более того, «этот» зачастую имеет ярко выраженную отрицательную окраску: «Ничто не интересно в этой Ялте» (А. П. Чехов, письмо О. Л. Книппер-Чеховой). С. Г. Тер-Минасова указывает на контраст между «наши соотечественники» и «эти соотечественники». Противопоставление «наш»/«этот» хорошо заметно в риторике А. А. Навального: у него страна «наша», а власть — «эти люди».
В других языках ситуация может быть другой. Так, по-английски называть свою страну англ. this country совершенно нормально. Это расхождение хорошо известно и изучающих иностранные языки обучали переводить в этом контексте англ. this country как рус. наша страна и наоборот. По-русски говорить о своей стране «эта» до недавнего времени можно было только с целью подчеркнуть то, что говорящий не имеет отношения к России (например, ЖЖ-сообщество «эта страна» предназначено исключительно для эмигрантов) или не хочет иметь к ней отношения («в этой стране жить невозможно»).  Использование кальки «эта страна» по отношению к России вошло в русский язык из переводов иностранных текстов и употребляется в попытке подчеркнуть приобщённость говорящего к западной цивилизации. Словосочетание проникло в русский язык в середине 1990-х годов и активно употреблялось политиками (иногда даже принадлежащими к патриотическому лагерю), но в 2000-е годы повсеместно стало применяться «наша».
Традиция использования слова «наши» для описания соотечественников не исключительна для русского языка и не нова: уже Тит Ливий на рубеже новой эры называл римские войска «нашими». В латыни указательные местоимения вообще согласуются с лицами, и лат. haec Urbs можно перевести как «этот город», но правильнее «наш город», так как лат. hic, haec, hoc логически относятся к первому лицу (для второго и третьего существуют лат. iste, ista, istud / ille, illa, illud). Исторически использовавшееся в Японии выражение «наша страна» (яп. wagakuni, 我が国, 我国, わが国, わがくに) было запрещено к использованию в телевещании Советом по языку передач компании Эн-Эйч-Кей в 1984 году, чтобы зрители не отождествляли точку зрения NHK и позицию государства.

## Оценки
Оценки роли выражения «эта страна» в противовластном внутриполитическом дискурсе разнятся. По С. Г. Воркачёву это «ментальный знак», «прагмоантоним» названий Родины, его появление «представляется свидетельством общего кризиса русской идеи патриотизма конца 20 века». Л. Сигал, наоборот, считает, что употребление политических ярлыков здесь ошибочно, «необдуманно употребляющих выражение „эта страна“ уместней было бы упрекнуть в недостатке речевой культуры» из-за использования кальки. По мнению М. И. Веллера, словоупотребление «эта страна» выражает позицию скептического и разочарованного раба с его презрением к стране, её народу и себе самому.